# 로아소 구마모토
로아소 구마모토(일본어: ロアッソ熊本 로앗소 구마모토[*])는 일본 구마모토현 구마모토시의 축구 클럽으로 현재 J2리그에 소속되어 있으며 팀명인 "로아소"는 이탈리아어로 "빨간색"을 뜻하는 "로소"(rosso)와 "에이스"를 뜻하는 "아소"(asso)의 합성어이며 아소산을 상징한다.

## 역사
1969년 일본전신전화공사 구마모토 축구부(日本電信電話公社熊本サッカー部)라는 이름으로 창단한 뒤 1983년 규슈 지역 리그로 승격했고 이후 1985년 일본전신전화공사가 민영화되어 일본전신전화주식회사가 출범하자 NTT 규슈 축구부(NTT九州サッカー部)로 바꾸었으며 1999 시즌을 앞두고 NTT가 분할되면서 NTT 구마모토 풋볼 클럽(일본어: NTT熊本フットボールクラブ)으로 또 팀명이 변경되었다.
그 후 2001 시즌을 앞두고 일본 풋볼 리그 참가를 확정지은 뒤 NTT 서일본 구마모토 풋볼 클럽(일본어: NTT西日本熊本フットボールクラブ)으로 이름을 바꾸어 활동했으며 16팀 중 8위의 무난한 성적으로 JFL 첫 시즌을 마감했다.
이듬해인 2002 시즌에는 애칭이었던 알루에트 구마모토(일본어: アルエット熊本, Alouette Kumamoto; alouette는 프랑스어로 종다리를 의미하며 구마모토의 상징새 종다리를 상징)를 정식 명칭으로 채택하고 활동했지만 18팀 중 17위라는 처참한 성적을 받아들이며 규슈 지역 리그로 강등되고 만다.
2005 시즌에는 팀명을 로소 구마모토(일본어: ロッソ熊本, Rosso Kumamoto)로 바꾼 뒤 규슈 지역 리그에서 우승하면서 지역 리그 플레이오프에 직행했고 플레이오프에서도 3위의 성적으로 2002 시즌 이후 4년만에 다시 JFL에 복귀했다.
그리고 2006 시즌에는 J2 라이선스를 취득하며 구단 역사상 첫 J2리그 승격을 노렸음에도 5위에 그치며 아깝게 승격에 실패했지만 이듬해인 2007 시즌이 되어서야 준우승을 차지하면서 J2리그 승격에 성공했으며 승격 직후 팀명을 현재의 로아소 구마모토로 변경했다.
그 후 2018 시즌 J2리그에서 22팀 중 21위에 그치며 J3리그로 강등되었다가 2021 시즌 J3리그에서 우승을 차지하며 4년만에 J2리그로 복귀했고 그 후 2022 시즌에서는 4위라는 구단 역사상 J2리그 역대 최고 성적을 거둔 뒤 2023 시즌 천황배에서는 사간 도스, FC 도쿄, 비셀 고베 등의 쟁쟁한 팀들을 차례대로 격파하며 같은 규슈 지역 연고팀인 아비스파 후쿠오카와 함께 역사상 첫 국내 메이저 컵대회 4강 진출의 쾌거를 이뤄냈다.

## 성적
- J2리그 : 4위 (2022)
- J3리그 : 우승 (2021)
- 천황배 : 4강 (2023)
- 일본 풋볼 리그 : 준우승 (2007)

## 선수단

### 현역
참고: FIFA 자격 규정에 따라 소속된 국가대표팀 국기를 표시합니다. 선수는 복수의 FIFA 비회원국 국적을 가지고 있을 수 있습니다.
| 번호 | 포지션 | 국적                   | 이름   |
| ---- | ------ | ---------------------- | ------ |
| 11   | FW     |                        | 배정민 |
| 24   | MF     | 조선민주주의인민공화국 | 리태하 |

| 번호 | 포지션 | 국적 | 이름 |
| ---- | ------ | ---- | ---- |

## 역대 감독
| 감독        | 임기        |
| ----------- | ----------- |
| 오노 다케시 | 2014 ~ 2015 |